# Puccinellia pauciramea
Puccinellia pauciramea là một loài thực vật có hoa trong họ Hòa thảo. Loài này được (Hack.) Krecz. ex Ovcz. & Czukav. miêu tả khoa học đầu tiên năm 1957.